# Arnold Szylling

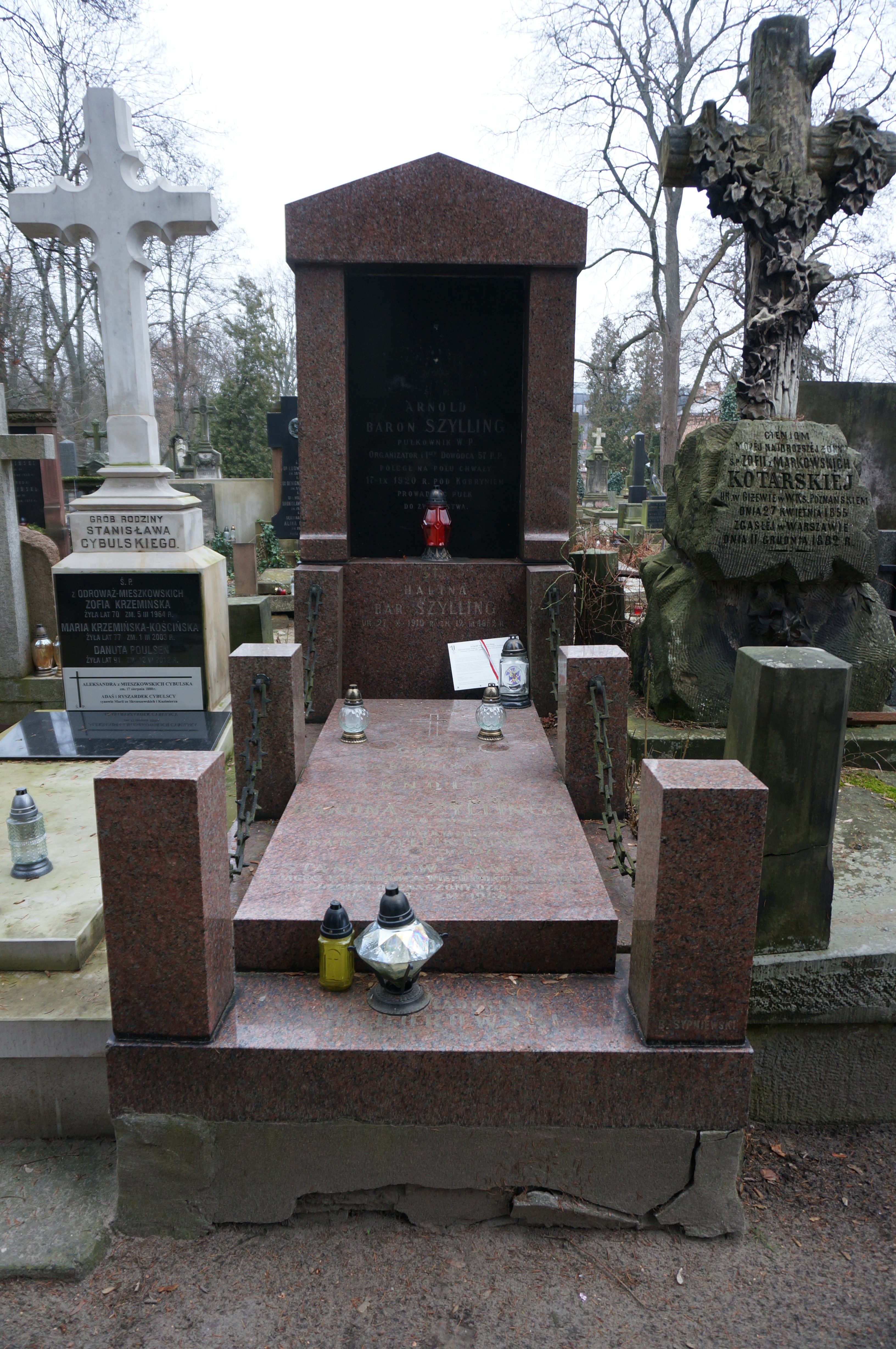
Grób Arnolda Szyllinga na cmentarzu Powązkowskim

Arnold Szylling baron (ur. 7 września 1884, zm. 17 września 1920 pod Kobryniem) – podpułkownik piechoty Wojska Polskiego.

## Życiorys
Ukończył sześć klas gimnazjum w Warszawie, a następnie kształcił się w Gimnazjum imienia ks. Suwałowa w Moskwie i tam zdał maturę. W 1906 wstąpił do szkoły wojskowej w Odessie. 6 września 1909 roku został mianowany podporucznikiem. Otrzymał przydział do 5 Syberyjskiego Pułku Strzelców, który wchodził w skład 2 Syberyjskiej Dywizji Strzeleckiej. W pułku zajmował kolejno stanowisko: dowódcy plutonu w szkole podoficerskiej, adiutanta baonu, referenta mobilizacyjnego i młodszego oficera w oddziale konnych wywiadowców. Po awansie na porucznika (15 października 1912) objął funkcję adiutanta pułku. Następnie został przydzielony do rosyjskiej Misji Wojskowej w Pekinie. Przed wybuchem I wojny światowej powrócił do macierzystego pułku. W czasie walk z Niemcami początkowo dowodził oddziałem konnych wywiadowców, a następnie objął dowództwo II batalionu. 19 kwietnia 1916 został awansowany na sztabskapitana. W styczniu 1917 awansował na kapitana.
Od 17 maja 1917 pełni służbę w 4 pułku strzelców polskich na stanowisku dowódcy II batalionu. Równocześnie pełnił funkcję zastępcy dowódcy pułku. W marcu 1918 został wyznaczony na stanowisko komendanta miasta Mohylewa, w którym pozostawał do 2 czerwca tego roku. 
6 listopada 1918 został przyjęty do Wojska Polskiego w stopniu majora i przydzielony do Wydziału Personalnego w Sztabie Generalnym. 20 listopada 1918 został awansowany na podpułkownika. Od 8 lutego 1919 pełnił służbę w Poznaniu, w dyspozycji Dowództwa Głównego Sił Zbrojnych w byłym zaborze pruskim. 14 lutego 1919 został mianowany dowódcą 3 pułku Strzelców Wielkopolskich, późniejszego 57 pułku piechoty wielkopolskiej. Tego samego dnia w obozie ćwiczebnym w Biedrusku przystąpił do formowania oddziału. 29 lipca na czele pułku wyjechał na front. 11 czerwca 1920 został zatwierdzony z dniem 1 kwietnia 1920 w stopniu podpułkownika, w piechocie, w grupie oficerów byłych Korpusów Wschodnich i byłej armii rosyjskiej.
Zmarł 17 września 1920 z ran odniesionych pod Kobryniem. Został pochowany na cmentarzu Powązkowskim (kwatera I-6-9). 
14 października 1920, „w uznaniu nadzwyczajnych zasług dla dobra Ojczyzny położonych i okupionych bohaterską śmiercią na froncie”, został pośmiertnie mianowany pułkownikiem piechoty.

## Ordery i odznaczenia
- Krzyż Srebrny Orderu Virtuti Militari - pośmiertnie 13 kwietnia 1921 roku[10]
- Krzyż Walecznych

## Upamiętnienie
W Poznaniu jedna z ulic na Grunwaldzie nosi nazwę Arnolda Szylinga. Nazwa ta została nadana 23 maja 1939 w uznaniu bohaterstwa pułkownika (pierwotnie jako ulica imienia Pułkownika Arnolda Szylinga).
Decyzją Ministra Obrony Narodowej Antoniego Macierewicza z 13 czerwca 2017 roku imię pułkownika Arnolda Szyllinga otrzymał batalion logistyczny 17 Wielkopolskiej Brygady Zmechanizowanej im. gen. broni Józefa Dowbor-Muśnickiego w Międzyrzeczu.